# (23688) Josephjoachim
(23688) Josephjoachim est un astéroïde de la ceinture principale.

## Description
(23688) Josephjoachim est un astéroïde de la ceinture principale. Il fut découvert le 3 mai 1997 à La Silla par Eric Walter Elst. Il présente une orbite caractérisée par un demi-grand axe de 2,57 UA, une excentricité de 0,18 et une inclinaison de 14,5° par rapport à l'écliptique.

## Compléments